# Drozdy Győző (politikus)
Id. Drozdy Győző (Bajta 1885. október 1. – Budapest, 1970. november 2.) tanító, újságíró, országgyűlési képviselő.

## Élete
Apja, Drozdy Gyula a község római katolikus kántortanítója, öt gyermek apja. Elemi iskolába Esztergomba járt, ugyanitt tanítóképzőt, Budapesten pedig gyógypedagógiai tanfolyamot végzett. 1905-től 1919 végéig dolgozott hivatásában, azaz tanítóként különböző Budapest környéki falvakban. A tanítói munka mellett azonban ahogy alkalom kínálkozott, bekapcsolódott egyik kedvenc foglalatosságába, az újságírásba. Első írásai Prohászka Ottokár lapjában, az Esztergomban jelentek meg.
Az első világháború kitörésekor bevonult, majd a frontról való hazatérése után, 1917-ben a Budai Újság felelős szerkesztője lett. A politikai életbe 1918-ban kapcsolódott be a Függetlenségi és Negyvennyolcas Párt titkáraként. Ezzel párhuzamosan Károlyi Mihály lapjánál, a Magyarországnál dolgozott újságíróként, de publikált az Alkotmány című lapban is. Az 1918. októberi őszirózsás forradalom idején a Magyar Nemzeti Tanács egyik jegyzője lett.

## Politikai tevékenysége
A világháború végén bekövetkezett katonai összeomlás eredményeként a környező országok megszállták a történelmi Magyarország területeit. Drozdy ekkor visszatért szülőföldjére, a Felvidékre, ahol a helyi lakosság tagjaiból katonai alakulatokat szervezett és bekapcsolódott az előrenyomuló cseh csapatok elleni fegyveres ellenállásba. Közben, 1919 januárjában a Nagyatádi Szabó István vezette Országos Kisgazda- és Földműves Párt főtitkára lett.
Az 1920 januárjában megrendezett nemzetgyűlési választásokon Zala vármegyében jelöltette magát a Kisgazdapárt színeiben. A választás második fordulója előtt azonban a csendőrség letartóztatta, azzal a váddal, hogy a Tanácsköztársaság idején együttműködött a kommunistákkal és felforgató tevékenységet folytatott. Ez azonban nem tudta megváltoztatni a szavazás végkimenetelét, Drozdy megnyerte a második fordulót is és nagy fölénnyel lett képviselő. Első parlamenti beszédében mér élesen kritizálta a fehérterrort. Egyike volt annak a kilenc képviselőnek is, akik 1920. március 1-jén a nemzetgyűlésben Horthy kormányzóvá választása ellen mertek szavazni. Több beszédben tiltakozott a numerus clausus törvénye ellen is.
A parlament nem sokkal később meg is semmisítette a mandátumát. A kitűzött új választáson Drozdy azonban ismét jelöltette magát, s nagy fölénnyel nyert. A parlamentben az ellenzék egyik vezérszónokának számított. Kiemelhető beszédei közül az 1924 januárjában elmondott parlamenti felszólalása, amelyben a fehérterror idején elkövetett gyilkosságok felderítésének elmaradását kérte számon a kormányzattól. Ekkor feltárta a Héjjas Iván ellenforradalmi különítménye által 1919 őszén elkövetett tömeggyilkosságot is, személyesen megnevezve mind az áldozatokat, mind az elkövetőket.
A következő választáson, 1922-ben, bár Bethlen István miniszterelnök személyes utasítására a belügyminisztérium mindent megtett ellene, sikerült ismét mandátumot szereznie. A kormányzati beavatkozásnak végül az 1926. évi választáson lett meg az eredménye. Drozdy ekkor két zalai választókerületben is rajthoz állt, de újból szembe kellett néznie a hatósági nyomásgyakorlás és beavatkozás minden eszközével, s ezúttal nem szerzett mandátumot.

## Emigrálása
Ezután 1927. április 4-én egész családjával elhagyta az országot, és az Amerikai Egyesült Államokba emigrált. Chicagóban telepedett le, ahol bekapcsolódott az Amerikai Magyar Revíziós Liga munkájába, s ennek ügyvezető alelnökeként tevékenykedett. Kezdetben a Szabadság című lap főmunkatársaként dolgozott, később saját újságot alapított, az Az Írás-t, melynek főszerkesztője lett.

## Újra Magyarországon
1933-ban tért haza, s itthon a Falu c. lap főszerkesztője lett. Az 1935. évi választásokon újra jelöltette magát képviselőnek, Gömbös Gyula Nemzeti Egység Pártjának jelöltjeként. A politikai életbe való ismételt bekapcsolódását teljes siker koronázta: ismét mandátumot szerzett.
A Nemzeti Egység Pártjából végül 1938 novemberében lépett ki azokkal a képviselőkkel, akik Imrédy Béla miniszterelnökké való kinevezése után szembe kívántak helyezkedni a kormánypárt szélsőjobboldali tendenciáival. Drozdy tagja lett annak a bizottságnak, amely a második zsidótörvényt vitatta meg a parlamenti beterjesztés előtt, s több módosító indítványt nyújtott be a törvényjavaslathoz, így az ő javaslata eredményeként került be a törvénybe az első világháborúban hősi halált halt zsidó katonák leszármazottainak, azaz a hadiárváknak a törvény alóli mentesítése.
Az 1939. évi választásokon újra a Kisgazdapárt jelöltjeként indult zalai választókerületében, de sikertelenül.
1939. szeptember 1-jétől 1944. januárjáig az Esti Kurír Lapkiadó Rt. vezérigazgatói tisztét töltötte be. A liberális újság németellenes és zsidóbarát politikájáról volt ismert, angolszász politikai vonalat képviselt.
1944. március 19-én, az ország német megszállásakor a nácik körözési listáján előkelő helyen szerepelt, de a letartóztatás elől sajátos megoldással menekült meg: jelentkezett katonának és kérte a frontra való kivezénylését. A katonai alakulatok előtt rendszeresen a háború értelmetlenségéről szónokolt és annak befejezéséről igyekezett meggyőzni a tisztikart. Tevékenységéért hadbíróság elé állították, de megszökött és illegalitásba vonult. Németellenes fegyveres alakulatot kísérelt meg szervezni, amelybe 1944. október 15., a nyilas hatalomátvétel után Bajcsy-Zsilinszky Endre is bekapcsolódott. A két politikus egy rövid ideig együtt bujkált, a Cserhát nyugati felében, a Naszály körüli erdőségben hoztak létre fegyveres ellenálló csoportot. Bajcsy-Zsilinszky lebukása és a megjelenő német katonaság miatt az akció végül nem vezetett eredményre. Drozdy 1945-ben, közvetlenül az ostromgyűrű bezárulása előtt tért vissza Budapestre és a harcok befejeztével igyekezett rögtön bekapcsolódni a politikai életbe. Ekkor a kisgazdapárt megbízásából bejárta a Dunántúl egy részét, pártszervezés céljából. Az új választásokon visszatért régi kerületébe, Zala vármegyébe, ahol a kisgazdapárt megyei listáján kapott helyet.

## Amásodik világháborúután

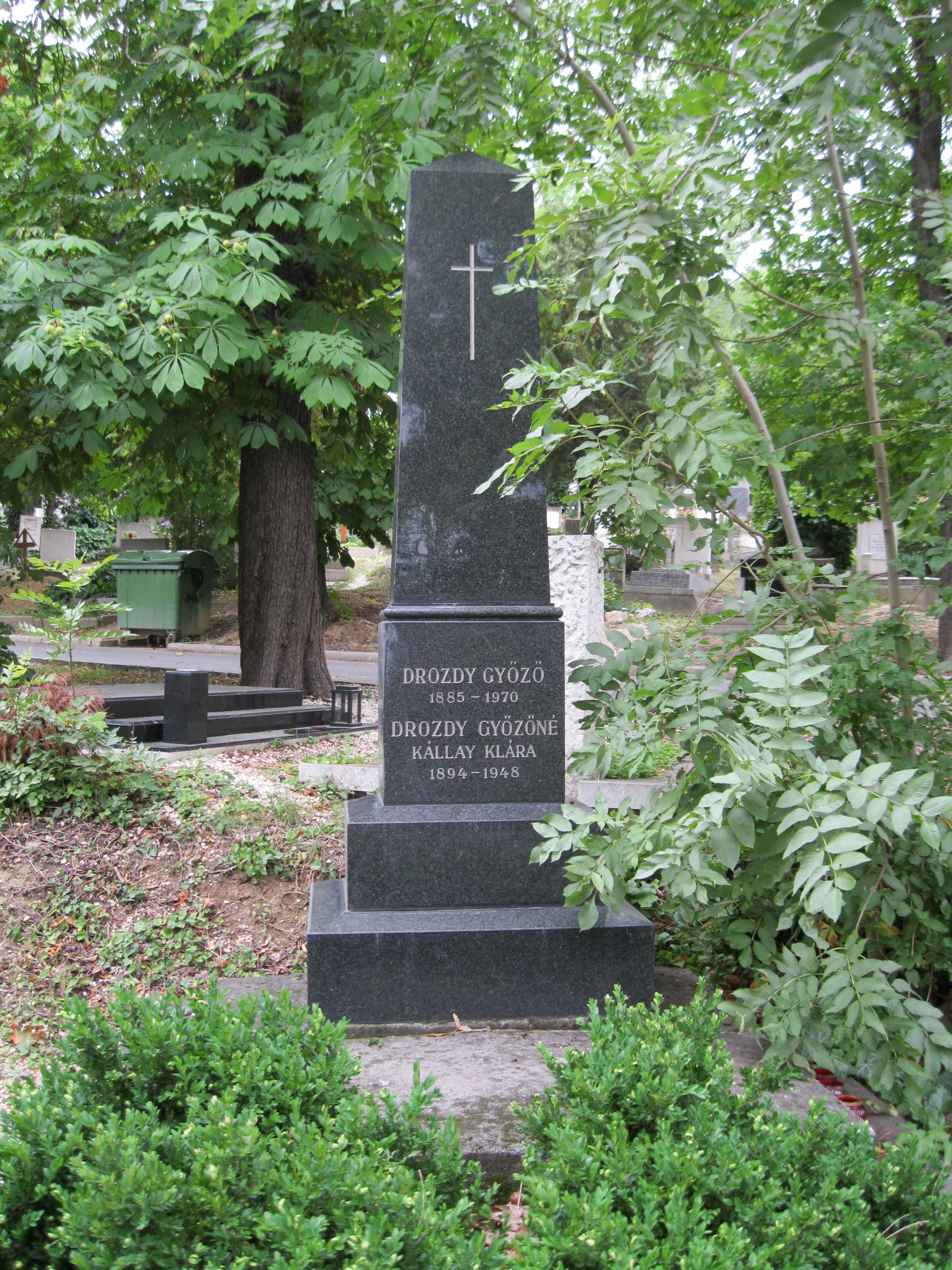
Sírja a Farkasréti temetőben

A nemzetgyűlésben Drozdy a kisgazdapárt úgynevezett „jobbszárnyához” tartozott, ami annyit jelentett, hogy ez a csoport szállt szembe legkövetkezetesebben a kommunista párt törekvéseivel. 1946. januári parlamenti beszédében például már a kommunista pártállam vízióját vetítette elő, tiltakozva az ilyen törekvések ellen. Nem csoda, ha az MKP „szalámitaktikája” eredményeként azok közé a politikusok közé került, akiket az elsők között zártak ki a pártból, 1946. március 12-én.
A kizárás után a képviselők egy része új pártot alapított, a Magyar Szabadság Pártot, melynek programját Sulyok Dezső 1946. július 24-én ismertette a parlamentben. Ebben hangsúlyos szerepet kapott az ország semlegességének (azaz függetlenségének) biztosítása, belpolitikai téren pedig a párt a demokratikus jogok és elvek tiszteletben tartása mellett szállt síkra. A Szabadság Párt szembehelyezkedett a kisgazdapárttal is, amelynek vezetősége egyre inkább a kommunista párt kiszolgálójává vált.
A párt a továbbiakban a kommunista párt legkövetkezetesebb ellenfelének bizonyult, képviselőik igyekeztek leleplezni annak antidemokratikus lépéseit. Drozdy ellen Rákosi utasítására Farkas Mihály 1946 őszén összeférhetetlenségi eljárást indított, melynek célja parlamenti mandátumának megsemmisítése lett volna. A koncepciós eljárás azonban ekkor még nem érte el célját, Drozdy iratokkal, többek között Bajcsy-Zsilinszky Endre özvegyének vallomásával bizonyította antifasiszta és németellenes tevékenységét és ezzel a vád tarthatatlanságát.
A folyamatos kommunista nyomás hatására a Magyar Szabadság Párt 1947. július 21-én kimondta feloszlását. Képviselőik feladták a kilátástalan küzdelmet, s közülük többen, így Sulyok Dezső is, emigráltak. Amikor erre Drozdy rászánta magát, már késő volt, a jugoszláv határon elfogták, és az Andrássy út 60-ba, az Államvédelmi Hatóság őrizetébe szállították. Innen öngyilkossági kísérlet segítségével szabadult, mikor bal kezén ütőerét fölvágta, orvost hívtak, akivel üzenni tudott, s kapcsolatai segítségével sikerült visszanyernie szabadságát.
1947-től 1950-ig, birtokának államosításáig Baracskán élt. 1951-től 1953-ig a budapesti vásárcsarnokban betanított munkásként dolgozott. 1953-ban és 1954-ben az AUTÓKER-nél könyvelőként tudott elhelyezkedni. Később különböző alkalmi munkákból, és képek festéséből tartotta el magát. Magas kort megélve, 85 évesen, 1970. november 2-án hunyt el Budapesten.

## Főbb művei
- A zsidóság és a bolsevizmus. Igazság a zsidókérdésben; Helios, Bp., 1919 (Magyar sajtókönyvtár)
- Pán halála. Mítosz-dráma; Világirodalom, Bp., 1919
- Harc a rágalmakkal; s.n., Bp., 1920
- Amerika[1] Útleírás, Bp., 1924
- Az ezüstkócsag[2] Színmű, Bp., 1933
- Aurora borealis. Államregény, de nem utópia[3] Regény; Nova, Bp., 1937
- Az ékesszólás tudománya. Szónoki segédkönyv, 1-4.; szerzői, Bp., 1939
- A demokrácia[4] Politikai tanulmány, Bp., 1946
- Elvett illúziók. Drozdy Győző emlékiratai; szerk., tan. Paksy Zoltán, Memoárok 3. fejezet jegyz., szerk. Káli Csaba; Kossuth–Zala Megyei Levéltár, Bp.–Zalaegerszeg, cop. 2007
- Bajtai kisbetyárok szöveggond. Dombi Gábor, utószó Eőry Áron; Éghajlat, Bp., 2014